# 香港回教信託基金總會
22°16′39″N 114°10′44″E / 22.27750°N 114.17889°E

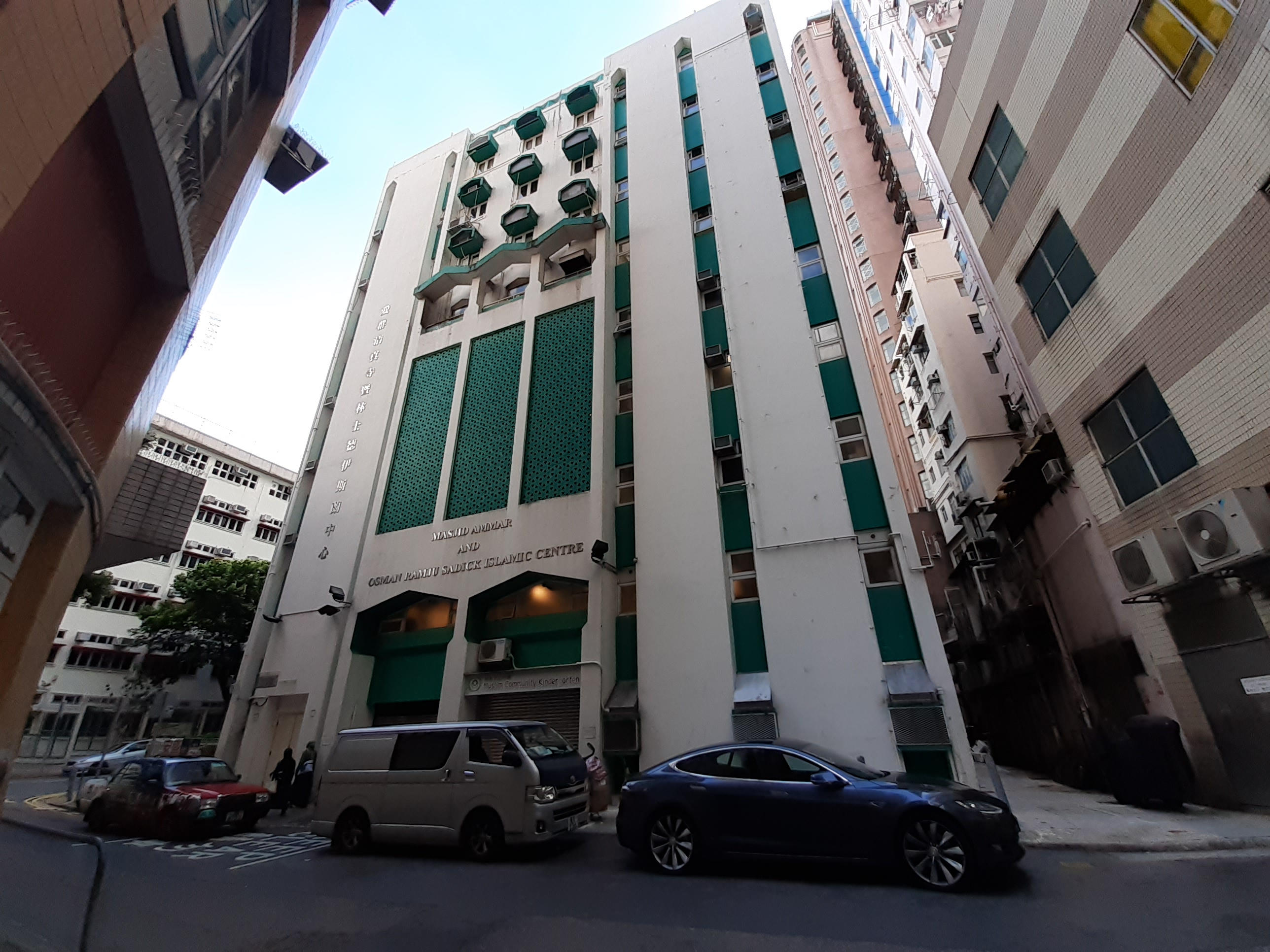
香港回教信托基金总会

香港回教信託基金總會是获得香港政府认可代表香港穆斯林教徒利益的组织，其辦公室位于灣仔清真寺，同時負責管理些利街清真寺、柴灣清真寺、九龍清真寺、哥連臣角穆斯林公墓和跑馬地穆斯林公墓。

## 下轄分會
- 香港伊斯兰联盟
- 香港巴基斯坦协会
- 香港达沃迪波拉协会
- 香港印度穆斯林协会